# Capnogryllacris alivittata
Capnogryllacris alivittata is een rechtvleugelig insect uit de familie Gryllacrididae. De wetenschappelijke naam van deze soort is voor het eerst geldig gepubliceerd in 1911 door Griffini.